# Bataille du Tidone
Guerre de Succession d'Autriche
Batailles
- Mollwitz (04-1741)
- Chotusitz (05-1742)
- Sahay (05-1742)
- Prague (06/12-1742)
- Dettingen (06-1743)
- Cap Sicié (02-1744)
- 19 mai 1744
- Menin (05/06-1744)
- Ypres (06-1744)
- Furnes (07-1744)
- Fribourg (11-1744)
- Tournai (04/06-1745)
- Pfaffenhofen (04-1745)
- Fontenoy (05-1745)
- Hohenfriedberg (06-1745)
- Melle (07-1745)
- Gand (07-1745)
- Bruges (07-1745)
- Audenarde (07-1745)
- Termonde (08-1745)
- Ostende (08-1745)
- Nieuport (08/09-1745)
- Ath (09/10-1745)
- Soor (09-1745)
- Hennersdorf (11-1745)
- Kesselsdorf (12-1745)
- Culloden (04-1746)
- Mons (06/07-1746)
- Bruxelles (01/02-1746)
- Namur (09-1746)
- Charleroi (07/08-1746)
- Lorient (09/10-1746)
- Rocourt (10-1746)
- Cap Finisterre (1er) (05-1747)
- Lauffeld (07-1747)
- Bergen-op-Zoom (07/09-1747)
- Cap Finisterre (2e) (10-1747)
- Saint-Louis-du-Sud (03-1748)
- 18 mars 1748
- Maastricht (04/05-1748)

Campagnes italiennes
- Combat de Saint-Tropez (06-1742)
- Camposanto (02-1743)
- Villafranca (04-1744)
- Casteldelfino (07-1744)
- Velletri (08-1744)
- Madonne de l'Olmo (09-1744)
- Bassignana (09-1745)
- Josseau (10-1745)
- Plaisance (06-1746)
- Tidone (08-1746)
- Rottofreddo (08-1746)
- Gênes (1er) (12-1746)
- Gênes (2e) (07-1747)
- Assietta (07-1747)

La bataille du Tidone eut lieu le 10 août 1746 le long du Tidone, entre Castel San Giovanni et Plaisance.

## Circonstances
Le roi de Sardaigne, Charles-Emmanuel III, voulant priver l'infant Don Philippe des contributions qu'il tirait du Milanais, s'approcha de Lodi, en 1746. L'armée combinée de France et d'Espagne était campée à Ospitaletto, au nord du Pô. L'infant, qui la commandait, n'avait dans ses magasins des vivres que pour trois semaines.

## La bataille
Ne pouvant secourir Lodi, il se détermina à retourner dans le Tortonèse, et fit passer le Pô à ses troupes, le 9 août, entre l'embouchure du Tidone et celle de la Trébia.
Le marquis de La Chétardie brûla un pont que les ennemis avaient sur le Tidone, et l'armée passa cette rivière, le 10 août, à la pointe du jour. 
Elle allait continuer sa marche, lorsque le marquis de Botta traversa la rivière pour lui couper le chemin du Tortonèse, et attaqua l'aile droite, commandée par le marquis de Pignatelli. Mais les Français et les Espagnols le repoussèrent avec vigueur, et l'obligèrent à repasser le Tidone. 
Cependant les Allemands se rallièrent, traversèrent une seconde fois la rivière, et firent une nouvelle charge. L'infanterie eut besoin de toute sa valeur pour résister à leurs efforts, mais elle fut soutenue à propos par la cavalerie française. 
Les ennemis, contraints de reculer, essuyèrent en flanc un feu si vif, qu'ils n'osèrent plus retourner à la charge. 
Ce combat dura six heures. Le bagage et deux mille guerriers restèrent sur la place du côté des vainqueurs. Il en demeura six mille du côté des Allemands.